# حادثه اتمی کیشتیم
فاجعه کیشتیم، که گاهی در منابع جدیدتر به آن فاجعه مایاک یا فاجعه اوزیورسک نیز گفته می‌شود، یک حادثه آلودگی رادیواکتیو بود که در ۲۹ سپتامبر ۱۹۵۷ در مایاک، یک سایت تولید پلوتونیوم برای سلاح‌های هسته ای و کارخانه بازفرآوری سوخت هسته ای واقع در شهر بسته رخ داد. چلیابینسک-۴۰ (اکنون اوزیورسک) در استان چلیابینسک، SFSR روسیه، اتحاد جماهیر شوروی.
این فاجعه پس از فاجعه چرنوبیل، دومین حادثه بدترین حادثه هسته ای است که توسط رادیواکتیویته منتشر شده‌است. این تنها فاجعه طبقه‌بندی شده به عنوان سطح ۶ در مقیاس رویدادهای هسته‌ای بین‌المللی (INES است که بر اساس تأثیر جمعیت رتبه‌بندی می‌شود و پس از دو رویداد سطح ۷، فاجعه چرنوبیل، که منجر به تخلیه شد، سومین فاجعه بدترین است. ۳۳۵۰۰۰ نفر و فاجعه فوکوشیما دایچی که منجر به تخلیه ۱۵۴۰۰۰ نفر شد. حداقل ۲۲ روستا در معرض تشعشعات ناشی از فاجعه کیشتیم قرار گرفتند که در مجموع جمعیتی حدود ۱۰۰۰۰ نفر تخلیه شدند. برخی از آنها پس از یک هفته تخلیه شدند، اما تقریباً دو سال طول کشید تا تخلیه در مکان‌های دیگر انجام شود.
این فاجعه ذرات داغ را در بیش از ۵۲٬۰۰۰ کیلومتر مربع (۲۰٬۰۰۰ مایل مربع) پخش کرد، جایی که حداقل ۲۷۰۰۰۰ نفر در آن زندگی می‌کردند. از آنجایی که چلیابینسک-۴۰ (که بعداً تا سال ۱۹۹۴ به چلیابینسک-۶۵ تغییر نام داد) روی نقشه‌ها مشخص نشده بود، این فاجعه به نام کیشتیم، نزدیک‌ترین شهر شناخته شده، نامگذاری شد.
این فاجعه به عنوان فاجعه درجه ۶ از لحاظ بزرگی درجه بندی شده است.

## واقعه
در سال ۱۹۵۷، کارخانه مایاک محل یک فاجعه بزرگ بود، یکی از بسیاری از حوادث دیگر، که آلودگی رادیواکتیو بیشتری نسبت به فاجعه چرنوبیل منتشر کرد.</link> یک مخزن زیرزمینی ذخیره‌سازی نادرست زباله‌های هسته‌ای مایع سطح بالا منفجر شد و هزاران کیلومتر مربع از زمین را که اکنون به عنوان ردپای رادیواکتیو اورال شرقی (EURT) شناخته می‌شود، آلوده کرد. این موضوع پنهان شد و تعداد کمی در داخل یا خارج از اتحاد جماهیر شوروی تا سال ۱۹۸۰ از دامنه کامل این فاجعه آگاه بودند
قبل از حادثه ۱۹۵۷، بسیاری از زباله‌ها به رودخانه Techa ریخته می‌شد که به شدت آن را آلوده کرد و ساکنان ده‌ها روستای کنار رودخانه مانند Muslyumovo که تنها منبع آب آشامیدنی، شستشو و حمام خود به رودخانه متکی بودند. پس از حادثه سال ۱۹۵۷، تخلیه در رودخانه تکا رسماً متوقف شد، اما مواد زائد به جای آن در دریاچه‌های کم عمق مناسب نزدیک کارخانه رها شدند که ۷ مورد از آنها به‌طور رسمی شناسایی شده‌اند. نگرانی ویژه دریاچه Karachay است، نزدیک‌ترین دریاچه به این گیاه (که اکنون به عنوان آلوده‌ترین مکان روی زمین شناخته می‌شود که در آن تقریباً ۴٫۴ اگزابکرل زباله مایع سطح بالا (۷۵–۹۰٪ از کل رادیواکتیویته منتشر شده توسط چرنوبیل در زمین کم عمق ۴۵-هکتار (۰٫۴۵-کیلومتر-مربع؛ ۱۱۰-جریب-فرنگی) تخلیه و متمرکز شد. دریاچه در طول چندین دهه.
در ۲۹ سپتامبر ۱۹۵۷، یکشنبه، ساعت ۴:۲۲ بعد از ظهر، انفجاری در ظروف فولادی ضدزنگ واقع در یک دره بتنی ۸٫۲ متر (۲۷ فوت) رخ داد. عمق برای ذخیره زباله‌های سطح بالا استفاده می‌شود. انفجار یکی از کانتینرها از مجموع ۱۴ کانتینر ("قطوس") در دره را به‌طور کامل نابود کرد. این انفجار به این دلیل بود که سیستم خنک‌کننده در یکی از مخازن مایاک، حاوی حدود ۷۰ تا ۸۰ تن زباله‌های رادیواکتیو مایع، از کار افتاد و تعمیر نشد. دما در آن شروع به افزایش کرد و منجر به تبخیر و انفجار شیمیایی ضایعات خشک شد که عمدتاً از نیترات آمونیوم و استات تشکیل شده‌است (به نیترات آمونیوم/روغن سوخت مراجعه کنید). تخمین زده می‌شود که انفجار حداقل ۷۰ تن TNT قدرت داشته باشد. انفجار یک دال بتنی به وزن ۱۶۰ تن را بلند کرد و یک دیوار آجری در ساختمانی در ۲۰۰ متر (۶۶۰ فوت) تخریب شد. از محل انفجار. یک دهم از مواد رادیواکتیو به هوا بلند شد. پس از انفجار، ستونی از دود و غبار به ارتفاع یک کیلومتر افزایش یافت. گرد و غبار با نور نارنجی مایل به قرمز سوسو زد و روی ساختمان‌ها و مردم نشست. بقیه زباله‌های دور ریخته شده از مخزن در سایت صنعتی باقی مانده‌است.</link>
کارگران اوزیورسک و کارخانه مایاک بلافاصله متوجه خیابان‌ها، غذاخوری‌ها، مغازه‌ها، مدارس و مهدکودک‌های آلوده نشدند. در اولین ساعات پس از انفجار، مواد رادیواکتیو روی چرخ ماشین‌ها و اتوبوس‌ها و لباس‌ها و کفش‌های کارگران صنعتی وارد شهر شد. پس از انفجار در تأسیسات کارخانه شیمیایی، دزیمتریست‌ها به افزایش شدید تشعشعات پس زمینه اشاره کردند. بسیاری از ساختمان‌های صنعتی، وسایل نقلیه، سازه‌های بتنی و راه‌آهن آلوده شدند. آلوده‌ترین خیابان مرکزی شهر لنین، به ویژه هنگام ورود به شهر از سایت صنعتی، و خیابان Shkolnaya، جایی که مدیریت کارخانه در آن زندگی می‌کرد، بود. پس از آن، مدیریت شهری اقداماتی را برای جلوگیری از گسترش آلودگی اعمال کرد. ورود خودروها و اتوبوس‌ها به داخل شهر از سایت‌های صنعتی ممنوع بود. کارگران محل در ایست بازرسی از اتوبوس‌ها پیاده شدند و از پاسگاه گذشتند. این الزام برای همه، صرف نظر از رتبه و مقام رسمی، گسترش یافت. کفش‌ها را روی سینی‌های روان می‌شستند. با توجه به بادهای غالب، شهر عمداً به گونه‌ای ساخته شد که از نیروگاه مایاک در جهت مخالف باد باشد، بنابراین بیشتر مواد رادیواکتیو از اوزیورسک دور شدند، نه به سمت اوزیورسک.
با این حال، هیچ تلفات فوری در نتیجه این انفجار گزارش نشده‌است و دامنه و ماهیت فاجعه هم در داخل و هم در خارج پنهان شده‌است. حتی در اواخر سال ۱۹۸۲، لوس آلاموس گزارشی را منتشر کرد که در آن ادعاهایی را بررسی می‌کرد که نشان می‌داد این آزادسازی در واقع ناشی از یک آزمایش تسلیحاتی اشتباه بوده‌است.  تخمین زده می‌شود که این فاجعه ۲۰ نفر را آزاد کرده‌است M Ci (800 PBq ) رادیواکتیویته. بیشتر این آلودگی در نزدیکی محل حادثه مستقر شد و به آلودگی رودخانه تکا کمک کرد، اما یک ستون حاوی 2 MCi (۸۰ PBq) از رادیونوکلئیدها در صدها کیلومتر پخش شده‌اند. مناطق آلوده قبلی در منطقه آسیب دیده شامل رودخانه تکا است که قبلاً ۲٫۷۵ دریافت کرده بود. MCi (100 PBq) زباله‌های عمدی تخلیه شده و دریاچه کاراچای که ۱۲۰ زباله دریافت کرده بود. MCi (4000 PBq).
در ده تا یازده ساعت بعد، ابر رادیواکتیو به سمت شمال شرقی حرکت کرد و به ۳۰۰–۳۵۰ کیلومتر (۱۹۰–۲۲۰ مایل) رسید. از تصادف. ریزش ابر منجر به آلودگی طولانی مدت منطقه ای بین ۸۰۰ تا ۲۰٬۰۰۰ کیلومتر مربع (۳۱۰ تا ۷٬۷۲۰ مایل مربع) شد. بسته به اینکه چه سطح آلودگی قابل توجهی در نظر گرفته می‌شود، در درجه اول با سزیم-۱۳۷ و استرانسیوم-90. منطقه‌ای که به این ترتیب در معرض آلودگی رادیواکتیو قرار داشت، "ردیاب رادیواکتیو اورال شرقی" (EURT) نامیده شد. حدود ۲۷۰۰۰۰ نفر در این منطقه سکونت داشتند. مزارع، مراتع، مخازن و جنگل‌های این منطقه آلوده و برای استفاده بیشتر نامناسب شدند.</link>

## بررسی‌ها
اسلاوسکی وزیر صنعت در یادداشتی خطاب به کمیته مرکزی CPSU نوشت: کمیسیون با بررسی علل حادثه در محل، معتقد است که مقصر اصلی این حادثه رئیس کارخانه رادیوشیمی و مهندس ارشد هستند. این نیروگاه که مرتکب نقض فاحش مقررات فناوری برای ذخیره‌سازی محلول‌های رادیواکتیو شده‌است. در دستور وزارت ماشین‌سازی متوسط که توسط EP Slavsky امضا شد، ذکر شد که دلیل انفجار خنک نشدن کافی ظرف است که به آن اجازه می‌دهد دما را تا حدی افزایش دهد که محتویات آن با یکدیگر واکنش نشان داده و منفجر شود. . این موضوع بعداً در آزمایش‌هایی که توسط آزمایشگاه مرکزی کارخانه (CPL) انجام شد تأیید شد. مدیر کارخانه MA Demyanovich تمام تقصیر این حادثه را بر عهده گرفت و او از وظایف خود به عنوان مدیر معاف شد.